# Синяя Орда
Си́няя Орда́, или Кок-Орда́ (также Восточная Орда, восточный Дешт-и-Кыпчак) — восточная часть («левое крыло») Золотой Орды (Улуса Джучи). Соответствовало территории Западной Сибири и современного Казахстана.

## Крыльевая структура улуса Джучи
Согласно традиционному устройству кочевых государств их территория и население делились на две провинции-крыла. Обычно одно из них располагалось на западе, оно называлось «правое» или «барунгар», а другое, на востоке — «левое» или «джунгар». Улус Джучи был поделен по этому принципу между старшими сыновьями Джучи — Орду-Иченом и Бату. Границей между крыльями служила, по мнению одних историков-медиевистов, река Волга, по мнению других, — река Яик (Урал).
В первоисточниках, при описании удельной системы Золотой Орды встречаются цветовые обозначения: Ак-Орда (Белая Орда) и Кок-Орда (Синяя Орда). Белый и синий цвета — традиционные тюркские и монгольские символы соответственно правой (западной) и левой (восточной) сторон. Цветовые обозначения орд есть как в русских летописях, так и в сочинениях восточных авторов.
Вопрос о цветообозначениях в удельной системе Золотой Орды долгое время оставался неясным, но по мнению большинства российских историков-медиевистов был окончательно разрешен Г. А. Федоровым-Давыдовым. Он выдвинул гипотезу, что кроме первичного, имелось вторичное разделение крыльев, в результате которого внутри каждого из них появились собственные половины, обозначавшиеся цветами. Такое иерархическое деление существенно запутывало проблему и приводило к неверной локализации цветовых орд. Уже к 1980-м годам большинство российских историков-медиевистов пришли к консенсусу, что термин «Кок-Орда» соответствует восточному крылу Улуса Джучи, а «Ак-Орда» — западному крылу.

## История
В состав Золотой Орды входила Великая Степь от Дуная на западе до Иртыша на востоке. Все государство делилось на два крыла — левое, джунгар или Кок-Орда и правое, бурунгар — Ак-Орда. Изначально Улус Джучи был поделен между старшими сыновьями Джучи — Орду-Иченом и Бату. Границей между ними служила, по мнению одних историков-медиевистов, река Волга, по мнению других, — река Яик (Урал). Ак-Орда наследовалось родом Бату, а Кок-Орда находилась во владении потомков Орды-Ичена. Власть ханов Золотой Орды, находившихся в Сарае, распространялась на всех царевичей из дома Джучи, но иногда это подчинение было номинальным. Потомки Орда-Эджэна, бывшие правителями Кок-Орды, лишь де-юре признавали над собой власть сарайского хана, и даже не появлялись там на курултае. Эта номинальная зависимость сохранялась до первой половины IV века.
Синяя орда также делилась на бурунгар — удел Шибанидов и джунгар — удел хана Синей Орды. В XIV веке владения шибанидов охватывали районы среднего Прииртышья. Удел хана составляли владения пяти сыновей Джучи — Орды, Удура, Тукай-Тимура, Шингкума, Сингкума.
Кок-Орда была населена преимущественно тюркскими и немногочисленными монгольскими степными племенами, как обитавшими здесь до монгольского нашествия кипчаками, канглы, так и пришедшими с монголами Чингисхана найманами, киреитами, карлуками, конгратами, меркитами, джалаирами, татарами. Границы между уделами Джучидов были определены только в самых общих чертах и изменялись в зависимости от военно-политической ситуации. Изначально резиденцией Орду-Ичена была резиденция его отца в верховьях Иртыша около озера Алакуль. Во второй половине XIII века столицей Кок-Орды стал город Сыгнак на Сыр-Дарье.
Хронологические таблицы мусульманских династий приводят имена ханов Кок-Орды в следующей последовательности: Орда-Эджен, Кункиран, Сартактай, Куинджи, Баян, Сасы-Бука, Эрзен, Мубарак Ходжа, Чимтай, Урус-хан, Койричак и Барак. Все правители Кок-Орды признавали номинальную политическую зависимость от ханов Золотой Орды. Лишь Мубарак Ходжа попытался стать независимым правителем. В 1328—1329 году он начал чеканить монету в Сыгнаке с титулом: «Султан правосудный Мубарак Ходжа, да продлит Бог царство его». Чеканка монеты — прерогатива независимого правителя и начало чеканки монеты Мубараком вызвало ответные действия со стороны хана Золотой Орды Узбека. В результате борьбы Мубарак потерпел поражение, бежал, скитался в краях киргизов и на Алтае пока не погиб.
В период когда кааном Монгольской Империи был Мунке (1251—1259 года), то во всей стране, в том числе и в Улусе Джучи наблюдалась политическая стабильность. После смерти первых Джучидов избрание очередных ханов Синей Орды проходило без каких-либо существенных инцидентов. После смерти Орды ханом был избран Кункиран.
После смерти хана Джанибека в Золотой Орде начался период смуты. На престол претендовали сразу несколько ханов, каждый из которых чеканил свою монету. Кок-Орда де-факто становиться независимой. Ханы Кок-Орды приняли активное участие в борьбе за Сарайский трон. Начиная с 1361 года ханами Золотой Орлы становятся потомки Орду-Эджена из Кок-Орды: Тимур-Ходжа, Орда-Шейх, Мурид.
В 1361 году ханом Кок-Орды стал Урус. При нем ханская власть в Кок-Орде усилилась и он стал добиваться сарайского трона. В 1368 он начал походы на Сарай, которым овладел в 1374-1375 году. Осаждал Ходжи-Тархан (Астрахань), подчинил Прикамье. Однако через год вынужден был уйти из Поволжья назад в восточный Дешт-и Кыпчак не в силах победить временщика Золотой Орды Мамая.
В 1378 году на ханский трон в Сыгнаке при поддержке самого могущественного властелина Востока самаркандского эмира Тимура был возведен молодой мангышлакский царевич Токтамыш, потомок Тукай-Тимура, младшего сына Дучи. Поддержанный Тимуром Токтамыш отправился с походом на запад и захватил Сарай - столицу Золотой Орды. Вскоре он объединил все владения Джучидов в единую империю и восстановил сильную ханскую власть. Но Токтамыш вступил в конфронтацию с эмиром Тимуром и в 1395 году проиграл войну. Это стоило ему золотоордынского трона. В Кок-Орду он не вернулся и через 10 лет погиб в низовьях Терека на Северном Кавказе. После Токтамыша больше никому не удавалось добиться власти, которая бы признавалась во всем Улусе Джучи.
Самаркандский эмир Тимур сажал в Сарае своих ставленников из Кок-Орды, которая им 
в это время фактически контролировалась. В основном это были представители дома Урус-хана - Койричак, Тимур-Кутлуг.

## Ханы Синей Орды
Хронологические таблицы мусульманских династий приводят имена ханов Кок-Орды в следующей последовательности:
1. Орда-Эджен  — первенец Джучи[5]
2. Кункиран (- конец 1270-х годов[11]) — сын Орда-Эджена[5]
3. Сартактай; согласно реконструкции А.Ш Кадырбаева [5], по реконструкции К. Ускенбая не правил[12]
4. Куинджи — сын Сартактая, сына Орда-Эджена[5]
5. Баян — сын Куинджи[5]
6. Сасы-Бука[5]
7. Эрзен[5]
8. Мубарак Ходжа[5]
9. Чимтай[5]
10. Урус-хан[5]
11. Койричак[5]
12. Барак[5]

## Комментарии
1. ↑  На конец первой четверти XXI века большинство историков медиевистов считает, что в работах Г. А. Федорова-Давыдова и В. В. Трепавлова были преодолены ошибки средневековых источников по вопросу локализации Ак-Орды и Кок-Орды; обоснованно предложена локализация Ак и Кок Орды, и доказано наличие вторичного деление улусов на крылья (Тишин, 2019, с. 298), (Лапшина, 2022, с. 132), (Трепавлов, 2009, с. 189).